# Poniedziałkowe dzieci
Poniedziałkowe dzieci (ros. Дети понедельника, Deti ponedielnika) – rosyjski film komediowy z 1997 roku w reżyserii Ałły Surikowej.

## Opis fabuły
Niespłacone długi, zamach na życie, a do tego aktualna i była narzeczona... Biznesmen Dymitr wpada w tarapaty finansowe. Szykuje się zamach na jego życie. Narzeczona Dymitra osobiście „zaopiekowała się” ostatnią walizką ocalałych pieniędzy, a bankruta ukrywa na prowincji u swojej siostry, dawnej miłości Dymitra.

## Obsada
- Irina Rozanowa
- Igor Sklar
- Tatiana Dogilewa
- Armen Dżigarchanian
- Siergiej Nikonienko
- Natalia Kraczkowska

i inni